# Cálido (Chiapas)
Cálido es una localidad del estado mexicano de Chiapas. Es parte del municipio de Jitotol.

## Demografía
| Gráfica de evolución demográfica |
|                                  |

| Censo | Población |
| ----- | --------- |
| 1910  | 397       |
| 1921  | 507       |
| 1930  | 480       |
| 1940  | 250       |
| 1950  | 285       |
| 1960  | 398       |
| 1970  | 457       |
| 1980  | 371       |
| 1990  | 761       |
| 2000  | 943       |
| 2010  | 1 189     |
| 2020  | 1 552     |